# Lisjö
För sjöar med snarlika namn, se: Lisjön
Lisjö är en ort några kilometer väster om Surahammar i Surahammars kommun; Västmanlands län.
Orten har varit en bruksort som har varit förbunden med Surahammars Bruk via järnvägen Lisjöbanan. Järnbruket anlades av kronan på 1600-talet och lades ner innan 1918.
I Lisjö finns ett säteri, Lisjö Säteri.